# Pain toscan
Le pain toscan, (Pane Toscano DOP en italien) est un type de pain typique de la région toscane, reconnu par son appellation d'origine protégée. Il se distingue par le fait qu'il est totalement dépourvu de sel et par le goût de sa mie qui est légèrement acide.
La production de pain sans sel, également appelé pane sciocco ou sciapo, est également répandue dans d'autres régions d'Italie, notamment en Ombrie, en Tuscie Viterbe, dans les Marches, à Teramo, en Romagne toscane et dans certaines municipalités des Apennins de Bologne, près de la frontière avec la Toscane.

## Histoire
La tradition veut que le manque de sel soit dû à une dispute du XIIe siècle entre les Pisans et les Florentins. D'autre part, dans la région de l'Ombrie, une légende très répandue fait état d'un affrontement similaire entre le pape et les Pérugiens, bien que des recherches sur le pain sans sel à Pérouse semblent réfuter cette légende.
Dans le chant XVII du Paradis de la Divine Comédie de Dante Alighieri, Messer Cacciaguida prophétise le futur exil du poète toscan, décrivant l'angoisse de ceux qui devront manger le pain de quelqu'un d'autre, fait avec du sel. Un premier témoignage écrit sur la fabrication du pain sciocco est déjà fourni au XVIe siècle  par Pierandrea Mattioli. Un écrit de 1765 de Saverio Manetti rapporte des informations sur la coutume toscane de ne pas utiliser de sel lors de la préparation de ce type particulier de pain, ainsi que sur l'utilisation de levain naturel, appelé en Toscane formento, composé de pâte aigre insérée au milieu de la farine. De plus, les témoignages ne manquent pas sur la place centrale du pain préparé sans sel dans l'alimentation des métayers toscans au XIXe siècle. Ce choix était la conséquence naturelle de l'utilisation du sel, compte tenu de son prix élevé, principalement pour la conservation de la viande de porc. Au XXe siècle, Giuseppe Negri loue les efforts du boulanger, évoquant « le pain toscan insipide ». Certains écrivains ultérieurs ont narré la qualité et la particularité de ce pain sciocco à la croûte croustillante et une mie douce mais ferme.
Avec la directive européenne 2016/58/UE, publiée au Journal officiel de l'Union européenne le 4 mars de la même année, le pain toscan a obtenu la reconnaissance AOP.

## Caractéristiques

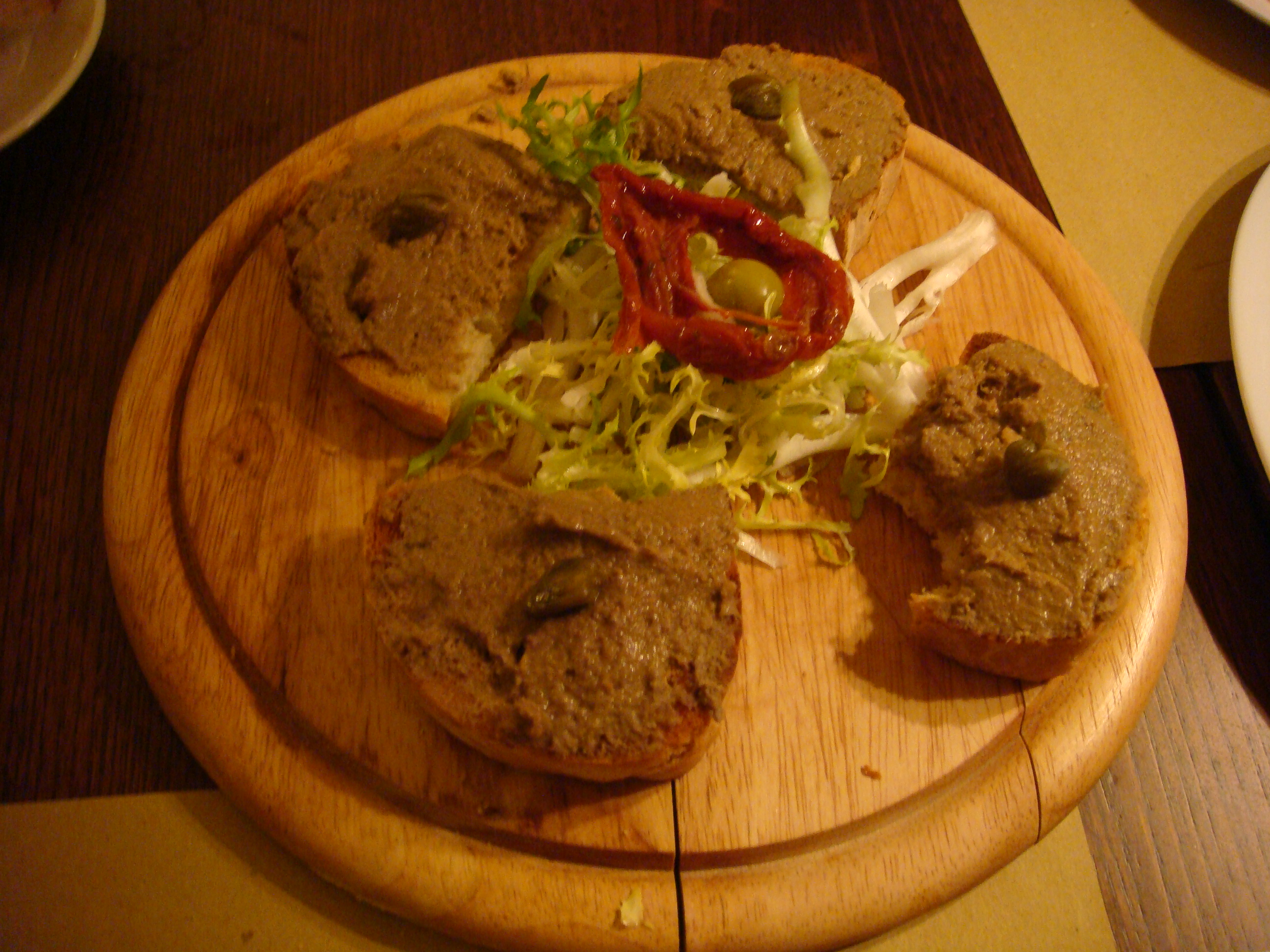
Crostini Toscani.

Le cahier des charges du Pane Toscano DOP prévoit une pâte levée idéalement préparée avec de la farine de blé tendre de type « 0 », contenant du germe de blé, de l'eau et de la levure exclusivement naturelle (également appelée lievito madre ou pasta acida).
Le cahier des charges définit les proportions et les temps, mais surtout dresse les caractéristiques du pain toscan. Le format connu localement sous le nom de filoncino a une forme rhomboïdale et un poids qui varie de 450 à 550 grammes ; le format appelée filone est de forme rectangulaire avec des coins arrondis ; le poids varie de 0,9 à 1,1 kg ou de 1,8 à 2,2 kg.
La farine à utiliser est celle de blé tendre. La technique de la « biga » ou « première pâte » est utilisée pour la préparation afin de permettre la multiplication de la « levure mère » convenablement rafraîchie : à cette fin, à chaque kilogramme de farine de blé tendre de type « 0 », contenant le germe de blé, est ajouté au moins 500 ml d’eau et au moins 200 grammes de levure mère. La « biga » préparée est laissée reposer au moins 8 heures. A l'issue de cette étape, la pâte obtenue est prête à être utilisée comme agent levant pour la fabrication. L'ajout de tout type d'additif alimentaire à la farine est interdit. 
La croûte friable et croquante est reconnaissable à sa couleur noisette foncée opaque. En bouche, le pain a une saveur douce et légèrement acide. 
Ce pain est aussi souvent utilisé sous forme de crostini, c'est-à-dire de petites tranches ou cubes de pain chauffés au four, rôtis ou frits. Les crostini sont principalement servis en apéritif, avec de la charcuterie ou du poisson, ou en accompagnement de soupes et d'entrées.